# Coca-Cola HBC
Coca-Cola HBC — компания системы Coca-Cola, производящая напитки в Италии, Нигерии, Египте и в странах центральной и восточной Европы. Основными рынками являются Россия и Италия (выручка по 1,1 млрд евро), а также Нигерия (989 млн евро).

## История
Hellenic Bottling Company S.A. («Греческая бутилирующая компания») была основана в Греции в 1969 году. В 1981 году над ней установила контроль частная холдинговая компания Kar-Tess Holding S.A., с 1991 года акции Hellenic Bottling Company S.A. начали котироваться на фондовой бирже Афин. В 2000 году Hellenic Bottling Company S.A. объединилась с компанией Coca‑Cola Beverages Ltd, так появилась Coca-Cola Hellenic Bottling Company S.A. В 2001 году эта компания купила разливочные предприятия The Coca-Cola Company в России. В 2002 году акции компании начали котироваться на Нью-Йоркской фондовой бирже (перестали котироваться в 2013 году в связи с переходом на Лондонскую фондовую биржу). В том же 2002 году компания расширила свою деятельность в страны Балтии, также были куплены польская Multivita и австрийская Römerquelle. Следующие поглощения включают: Vlasinka (минеральная вода, Сербия, 2005 год), Bankya (минеральная вода, Болгария, 2005 год), «Мултон» (соки, Россия, 2005 год), Fresh & Co (соки, Сербия, 2006 год), Lanitis (напитки и молочная продукция, Кипр, 2006 год), Fonti del Vulture (минеральная вода, Италия, 2006 год), Socib (бутилирующая компания Coca-Cola в Италии, 2008 год).
Coca-Cola HBC AG была зарегистрирована в Цуге (Швейцария) 19 сентября 2012 года люксембургской компанией Kar-Tess Holding. 25 апреля 2013 года Coca-Cola HBC AG поглотила зарегистрированную в Амарусионе, пригороде Афин, столицы Греции Coca-Cola Hellenic Bottling Company S.A. и стала головной компанией группы Coca-Cola HBC.
В 2022 году была куплена бутилирующая компания в Египте Coca-Cola Bottling Company of Egypt. В августе 2022 года было полностью поглощено АО «Мултон» (до этого принадлежало 50 %, другие 50 % были у The Coca-Cola Company), тогда же все операции в России были объединены в дочернюю компанию ООО «Мултон Партнерс».
В июне 2023 года появилась информация о планах Coca-Cola HBC купить компанию по производству водки Finlandia. Сделку планируется завершить во второй половине 2023 года, её сумма составит 220 млн долларов.

## Собственники
Coca-Cola HBC выпустила 368 млн акций номинальной стоимостью CHF 6,70.
Рыночная капитализация на Лондонской фондовой бирже на конец 2015 года составила 5,237 млрд фунтов, на Афинской фондовой бирже — 7,158 млрд евро.
Крупным инвесторам (более 1 млн акций) принадлежит 79 % акций.
Среди них:
- 23,1 % акций принадлежит The Coca-Cola Company, также у этой компании закупаются все концентраты напитков (в 2015 году на сумму 1,355 млрд евро) и она является правообладателем всех торговых марок.
- 23,2 % акций принадлежит Kar-Tess Holding (Люксембург), в свою очередь контролируемой Truad Verwaltungs AG (Цюрих, Швейцария)[8]. В совместной собственности Coca-Cola HBC и Truad Verwaltungs AG находится компания Frigoglass[англ.], производитель промышленного холодильного оборудования и стеклянной и пластмассовой тары со штаб-квартирой в Греции[9]. Компании сотрудничают с 1999 года, в 2015 году Coca-Cola HBC закупила у Frigoglass тары на 101,7 млн евро. Kar-Tess Holding имеет право назначения председателя правления[6].

За исключением этих двух основных акционеров, 40 % держателей акций находятся в Великобритании, 24 % в остальной Европе, 20 % в США, 13 % в других странах мира, 3 % у мелких вкладчиков.

## Руководство
С января 2016 года председатель правления компании — Анастассис Давид (Anastassis G. David). В системе Coca-Cola с 1994 года, куда пришёл сразу после окончания университета Тафтса. Также является членом советов директоров IDEAL Group S.A. и Aegean Airlines S.A.
Главный исполнительный директор с июня 2018 года — Зоран Богданович (Zoran Bogdanovic); в компании с 1996 года.

## Деятельность
Деятельность компании охватывает 29 стран с населением 594 млн человек. Компании принадлежат 59 заводов с 289 разливочными линиями, а также 292 склада. Основной продукцией являются газированные напитки (72 %, из них 5 % слабоалкогольных), а также низкокалорийные газированные напитки (7 %), соки (7 %), энергетические напитки (6 %), спиртные напитки (3 %), готовый чай (2 %), снэки (2 %), готовый кофе (1 %). В 2022 году было продано 2,71 млрд условных ящиков продукции (1 условный ящик = 5,678 литра).

### Регионы
Деятельность компании делится на три региона:
Установившиеся рынки (англ. Established markets)
Этот регион включает (в порядке убывания доли в выручке) Италию (43 %), Грецию (18 %), Австрию (13 %), Ирландию и Северную Ирландию (13 %), Швейцарию (11 %), Кипр (2 %). Здесь находятся 14 заводов, на которых работает 6392 сотрудников. Объём продаж составил в 2022 году 644 млн условных ящиков, в денежном выражении — 2,97 млрд евро.
Развивающиеся рынки (англ. Developing markets)
Этот регион включает следующие страны: Польша (44 %), Венгрия (21 %), Чехия (13 %), страны Балтии (8 %), Хорватия (7 %), Словакия (5 %) и Словения (2 %). Здесь находятся 9 заводов, на которых работает 4157 сотрудников. Объём продаж составил в 2022 году 479 млн условных ящиков, в денежном выражении — 1,72 млрд евро.
Новые рынки (англ. Emerging markets)
Этот регион включает следующие страны: Нигерия (26 %), Египет (18 %), Россия (17 %), Румыния (13 %), Сербия и Черногория (10 %), Украина (6 %), Болгария (4 %), Белоруссия (3 %), Босния и Герцеговина (1 %), Армения (1 %), Молдова (1 %). Здесь находятся 36 заводов, на которых работает 22,5 тыс. сотрудников. Объём продаж составил в 2022 году 1,59 млрд условных ящиков, в денежном выражении — 4,50 млрд евро.

### Coca-Cola в России
В 1979 году начались продажи Fanta, производили напиток на Московском пивобезалкогольном комбинате (ныне «Очаково») под контролем The Coca-Cola Company.
Во время Олимпиады 1980 года можно было купить в разлив напиток «Кока-кола», однако его в СССР не производили, а привозили из Европы в алюминиевых банках, на которых логотип напитка был изображен кириллицей. После окончания Олимпиады Coca-Cola пропала из СССР, но Fanta продолжила выпускаться.
24 января 1985 года после длительных переговоров главы компании Дональда Кью с высшим руководством СССР, в стране разрешили продажу Coca-Cola.
В мае 1987 года начались продажи напитка Coca-Cola в СССР, производство было налажено на Москворецком пивоваренном заводе, однако основы напитка привозили из-за границы. Через год был установлен фирменный автомат Coca-Cola в холле гостиницы «Международная».
В 1990 году появился Sprite с открытием первого ресторана McDonald’s в Москве, через 2 года напиток начали массово производить для свободной продажи.
В 1991 году в Москве открылось представительство компании Coca-Cola Export Corporation и первый производственный завод в Беларуси, оттуда привозили продукцию Coca-Cola в России, а с 1992 года уже и на самой территории России были открыты заводы в Ставрополе и Волгограде, московский же завод открылся только в 1994-м.
Во второй половине 1990-х заводы Coca-Cola открылись по всей стране: в Санкт-Петербурге, Орле, Нижнем Новгороде, Красноярске, Самаре, Екатеринбурге, Новосибирске и Владивостоке. Первоначально эти производственные мощности подчинялись непосредственно американской The Coca-Cola Company, в 2001 году они были переданы евразийской региональной бутилирующей компании Coca-Cola Hellenic Bottling Company S.A.
В 1999 году Atlantic Industries, филиал компании The Coca-Cola Company, приобрёл исключительные права на товарный знак Dr Pepper в некоторых странах, в том числе и в России. В июле 1999 года началось производство напитка с фруктовым вкусом — «Фруктайм».
В 2003 году, начались продажи энергетического напитка Burn.
В 2005 году Coca-Cola HBC приобрела компанию «Мултон» и получила права на торговые марки «Добрый», Rich и Nico.
В 2008 году, компания освоила технологию брожения и приступила к производству кваса под брендом «Кружка и Бочка».
Деятельность компании в России до июля 2008 года относилась к операционному сегменту «Евразия» (куда включались страны СНГ, Ближнего Востока, Индии). С июля 2008 года группа «Евразия» была реорганизована, и сейчас Россия относится к группе «Евразия и Африка».
В 2010 году ирландская European refreshments, дочерняя компания The Coca-Cola Company, получила 100%-ный контроль над российским производителем соков «Нидан соки» (торговые марки «Да!» и «Моя семья»). В 2014 году этот контроль был передан Coca-Cola HBC (через ЗАО «Мултон»)
До 2015 года Coca-Cola HBC в России владела 17 заводами, включая 2 завода «Мултон» (в Москве и Московской области, Санкт-Петербурге, Орле (продан в 2017 году), Нижнем Новгороде, Самаре, Волжском, Екатеринбурге, Новосибирске, Красноярске, Владивостоке, Солуно-Дмитриевском (Ставропольский край) и Ростовской области).
В конце 2015 года напиток Monster запустился в России под названием Black Monster. Производством и продажей напитка занялась компания Coca-Cola HBC.
На 2017 год компания Coca-Cola HBC Eurasia владеет 10 заводами в России (в Москве, Истре Московской области, Щёлкове Московской области (Мултон), Санкт-Петербурге, Самаре, Ростове-на-Дону, Екатеринбурге, Новосибирске, Красноярске и Владивостоке) и более чем 70 дистрибуционными центрами. Также в ней работают более 10 000 сотрудников.
16 июня 2022 года Coca-Cola HBC объявила о прекращении производства и продажи напитков в России из-за российского нападения на Украину. 26 августа 2022 года российский филиал Coca-Cola HBC был переименован в «Мултон Партнерс», он находится в собственности нидерландской Coca-Cola HBC Holdings B.V.. Компания сконцентрировалась на местных напитках: «Добрый», Rich и «Моя семья», их производят исключительно из российского сырья, также в продаже остались энергетики (Burn).

### Coca-Cola в Италии
Первый завод по производству Coca-Cola в Италии, Romana Acque Gassose, начал работу в 1927 году. В 1995 году все заводы по производству Coca-Cola (всего 11) были подчинены американской The Coca-Cola Company, а в 2005 году включены в состав Coca-Cola HBC. На 2016 год в компании Coca-Cola HBC Italia S.r.l. работает 2500 сотрудников, её принадлежит 6 заводов и 2 склада.

### Coca-Cola в Польше
Производство Coca-Cola в Польше началось в 1972 году по лицензии на варшавском пивзаводе. Представительство компании Coca-Cola открылось в 1991 году, в следующем году начал работу первый собственный завод. В последующие годы появилось ещё шесть компаний, производивших и распространяющих Coca-Cola в Польше. В 1998 году они были объединены в компанию Coca-Cola Beverages Poland, которая в 2000 году вошла в состав Coca-Cola Hellenic Bottling Company. На заводах компании в Польше работают 2700 человек.

### Coca-Cola в Нигерии
Nigerian Bottling Company Ltd («Нигерийская бутилирующая компания») была основана в 1951 году как часть группы компаний A.G. Leventis, принадлежавшей киприоту Анастасиосу Гиоргиосу Левентису. Производство Coca-Cola в Нигерии началось в 1953 году и к 1960 году, когда Нигерия стала независимым государством, достигло миллиона условных ящиков в год. В 1972 году компания стала публичной и вошла в листинг Нигерийской фондовой биржи. В 2000 году была включена в состав Coca-Cola Hellenic Bottling Company S.A. На 2016 год компании принадлежит 13 заводов (один из них в Бенине) и 64 склада.

### Coca-Cola HBC на Украине
Украинский филиал компании Coca-Cola HBC называется Coса-Cola Beverages Ukraine Ltd, штаб-квартира и производственные мощности находятся в пгт Большая Дымерка Киевской области. Первое представительство на Украине было открыто в 1992 году. По итогам 2013 года доля Украины в выручке Coca-Cola HBC составила 3,1 %. В первом полугодии выручка Coca-Cola Украина составила 1,2 млрд грн, чистый убыток составил 169 млн грн.

## Дочерние компании
- AS Coca-Cola HBC Eesti (Эстония, 100 %)
- Brewinvest S.A. Group1,2 (Греция, 50 %)
- BrewTech B.V. Group1 (Нидерланды, 50 %)
- CC Beverages Holdings II B.V. (Нидерланды, 100 %)
- CCB Management Services GmbH (Австрия, 100 %)
- CCHBC Armenia CJSC (Армения, 90 %)
- CCHBC Bulgaria AD (Болгария, 99,4 %)
- CCHBC Insurance (Guernsey) Limited (Гернси, Великобритания, 100 %)
- CCHBC IT Services Limited (Болгария, 100 %)
- Coca-Cola Beverages Austria GmbH (Австрия, 100 %)
- Coca-Cola Beverages Belorussiya Unitary Enterprise (Белоруссия, 100 %)
- Coca-Cola HBC Ceska republika, s.r.o. (Чехия, 100 %)
- Coca-Cola Beverages Ukraine Ltd (Украина, 100 %)
- Coca-Cola Bottlers Chisinau S.R.L. (Молдова, 100 %)
- Coca-Cola Bottlers lasi Srl (Румыния, 99,2 %)
- Coca-Cola Bottling Company (Dublin) Limited3 (Ирландия, 100 %)
- Coca-Cola Bottling Company of Egypt (Египет, 94,7 %)
- Coca-Cola HBC-Srbija d.o.o. (Сербия, 100 %)
- Coca-Cola HBC B-H d.o.o. Sarajevo (Босния и Герцеговина, 100 %)
- Coca-Cola HBC Finance B.V. (Нидерланды, 100 %)
- Coca-Cola HBC Finance plc (Англия и Уэльс, 100 %)
- Coca-Cola HBC Greece S.A.I.C. (Греция, 100 %)
- Coca-Cola HBC Holdings B.V. (Нидерланды, 100 %)
- Coca-Cola HBC Hrvatska d.o.o. (Хорватия, 100 %)
- Coca-Cola HBC Hungary Ltd (Венгрия, 100 %)
- Coca-Cola HBC Ireland Limited (Ирландия, 100 %)
- Coca-Cola HBC Italia S.r.l. (Италия, 100 %)
- Coca-Cola HBC Kosovo L.L.C. (Косово, 100 %)
- Coca-Cola HBC Northern Ireland Limited (Северная Ирландия, 100 %)
- Coca-Cola HBC Polska sp. z.o.o. (Польша, 100 %)
- Coca-Cola HBC Romania Ltd (Румыния, 100 %)
- Coca-Cola HBC Slovenija d.o.o. (Словения, 100 %)
- Coca-Cola HBC Slovenska republika s.r.o. (Словакия, 100 %)
- Coca-Cola HBC Switzerland Ltd (Швейцария, 99,9 %)
- Coca-Cola Hellenic Bottling Company-Crna Gora d.o.o., (Черногория, 100 %)
- Coca-Cola Hellenic Business Service Organisation (Болгария, 100 %)
- Coca-Cola Hellenic Procurement GmbH (Австрия, 100 %)
- Deepwaters Investments Ltd (Кипр, 50 %)
- Lanitis Bros Ltd (Кипр, 100 %)
- ООО «Мултон Партнерс» (Россия, 100 %)
- Nigerian Bottling Company Ltd (Нигерия, 100 %)
- SIA Coca-Cola HBC Latvia (Латвия, 100 %)
- Star Bottling Limited (Кипр, 100 %)
- Star Bottling Services Corp. (Британские Виргинские острова, 100 %)
- Tsakiris S.A. (Греция, 100 %)
- UAB Coca-Cola HBC Lietuva (Литва, 100 %)
- Valser Services AG (Швейцария, 99,9 %)
- Yoppi Hungary Kft. (Венгрия, 100 %)[6]